# Едуард Гибсън
Едуард Джордж Гибсън (на английски: Edward George Gibson) е роден на 8 ноември 1936 г. в Бъфало, Ню Йорк. Американси учен и астронавт от НАСА. Участник в космическата мисия Скайлаб-4.

## Образование
Завършил е Университета в Рочестър, Ню Йорк през юни 1959 г. и Калифорнийския технологичен институт през юни 1960 г. с магистърска степен по експериментално инженерство. В същия институт защитава докторат през 1964 г.

## Служба в НАСА
Избран е от НАСА на 28 юни 1965 г., Астронавтска група №4. Включен е в поддържащия екипаж на Аполо 12. Първото си и единствено назначение получава в мисията Скайлаб-4, като пилот - учен. Орбиталния полет е с продължителност малко над 84 денонощия и е най-дългия до 1978 г. По време на мисията осъществява три космически разходки с обща продължителност от 15 часа и 21 мин. Той е квалифициран пилот. Има 4300 полетни часа, от тях 2270 – на реактивни самолети.

## След НАСА
След полета на Скайлаб-4, Едуард Гибсън напуска НАСА и започва да се занимава единствено с научна работа.